# بانغو
بانغو (Παν語) هو مكتبة حاسوبية حرة مفتوحة المصدر لتصيير النصوص العالمية بجودة عالية. يستطيع استخدام أنظمة خطوط مختلفة مما يسمح بدعم منصات مختلفة. صمم بانغو بالأساس ليستخدم مع الإصدارة الثانية من مكتبة الواجهة الرسومية جتك+ لتمكين عرض النصوص لمختلف اللغات وأنظمة الكتابة حول العالم. يدعم بانغو نظم الكتابة الأفقية من اليسار لليمين كاللاتينية ومن اليمين لليسار كالعربية، كما يدعم نظم الكتابة الرأسية مثل المنغولية منذ الإصدارة 1.16 كما يمكن خلط أي من هذه النصوص معا وعرضها بشكل صحيح.

## الاستخدام
أدمج بانغو في معظم توزيعات لينكس حيث يشكل المكون الأساسي لعرض النصوص في مكتبة جتك+2. كما يستخدم لتوفير تصيير النصوص في متصفح الوب موزيلا فيرفكس وعميل البريد موزيلا ثندربرد.

## التسمية
يأتي الاسم بانغو من اليونانية بان (παν، "كل") واليابانية جو (語، "لغة"). يمكن أيضا ربطة باللاتينية بانغو ("أنا أُقوِّي") والماورية بانغو ("أسود").

## النصوص والرسوم
يتوفر التصيير الكامل للنصوص والرسوميات عند إدماجه مع القاهرة.

## حرف باز
حرف باز هي مكتبة للتعامل مع خطوط أبن تيب، بدأت كمشروع لتوحيد تصيير النصوص في البرمجيات الحرة ويستخدمها بانغو داخليا.

## وصلات خارجية
- بانغو على موقع Open Hub (الإنجليزية)
- بانغو على موقع Free Software Directory (الإنجليزية)
- موقع بانغو
- مقدمة إلى بانغو